# Jung Ji-min
Pour les articles homonymes, voir Jung.
Dans ce nom coréen, le nom de famille, Jung, précède le nom personnel.
Jung Ji-min, né le 2 août 1991, est un coureur cycliste sud-coréen.

## Biographie
En 2013, Jung Ji-min devient champion de Corée du Sud sur route. Il termine également deuxième d'une étape du Tour de Langkawi.

## Palmarès et résultats

### Palmarès par année
- 2013
  -  Champion de Corée du Sud sur route
  - 3e étape du Presidential Gapyeong Tour

### Classements mondiaux
| Année         | 2013 | 2014 | 2015 | 2016 |
| ------------- | ---- | ---- | ---- | ---- |
| UCI Asia Tour | 43e  |      | 335e | 325e |